# Oren Eizenman
Oren Eizenman (* 27. März 1985 in Toronto, Ontario) ist ein ehemaliger israelisch-kanadischer Eishockeyspieler, der im Verlauf seiner aktiven Karriere zwischen 2003 und 2013 unter anderem 86 Spiele in der American Hockey League (AHL) auf der Position des Centers bestritten hat. Sein älterer Bruder Alon war ebenfalls professioneller Eishockeyspieler.

## Karriere

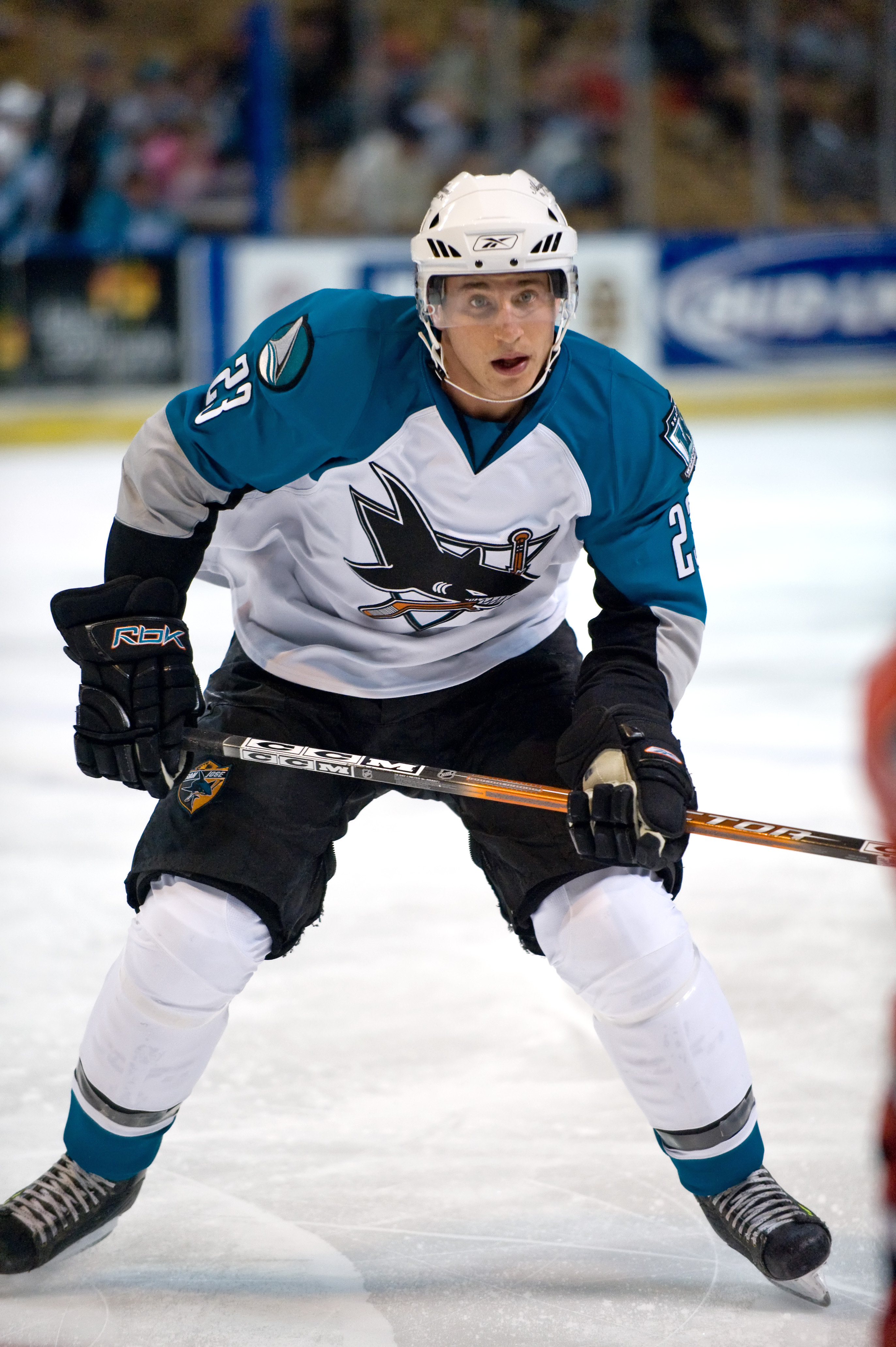
Eizenman im Trikot der Worcester Sharks (2008)

Oren Eizenman begann seine Karriere als Eishockeyspieler bei den Wexford Raiders, für die er in der Saison 2002/03 in der kanadischen Ontario Provincial Junior A Hockey League (OPJHL) aktiv war. Anschließend spielte der Angreifer vier Jahre lang für die Mannschaft des Rensselaer Polytechnic Institute.
In der Saison 2007/08 gab der Linksschütze sein Debüt im professionellen Eishockey für die Fresno Falcons aus der ECHL, spielte jedoch parallel auch in der American Hockey League (AHL) für die Milwaukee Admirals und Worcester Sharks. In der Saison 2008/09 wechselte der israelische Nationalspieler mehrfach zwischen verschiedenen Minor-League-Franchises, wobei er für die Fresno Falcons und Stockton Thunder in der ECHL sowie die Manitoba Moose, San Antonio Rampage und Milwaukee Admirals in der AHL antrat. In der Saison 2009/10 spielte Eizenmann für die Stockton Thunder in der ECHL, nachdem ihn in der Sommerpause kein höherklassig spielendes Team unter Vertrag genommen hatte. Seine guten Leistungen für Stockton führten dazu, dass Eizenman noch vor Saisonende zu den Milwaukee Admirals in die AHL befördert wurde. Auch einen Großteil der folgenden Spielzeit verbrachte er wieder in der ECHL, in der er für die Elmira Jackals aufs Eis ging. In der AHL spielte er drei Mal für die Syracuse Crunch und ansonsten regelmäßig für deren Ligarivalen Connecticut Whale.
Zur Saison 2011/12 wurde Eizenman vom südkoreanischen Verein High1 aus der Asia League Ice Hockey (ALIH) verpflichtet. Für die folgende Spielzeit unterzeichnete er einen Kontrakt beim japanischen Ligakonkurrenten Nippon Paper Cranes. Danach beendete der 28-Jährige seine aktive Karriere auf Vereinsebene.

### International
Für Israel nahm Eizenman an den Weltmeisterschaften der Division II 2004, 2005, 2013 und 2014 sowie der Division I 2006 teil. Als Topscorer und bester Torschütze der Gruppe B hatte er 2005 maßgeblichen Anteil am erstmaligen Aufstieg Israels in die Division I. Beim Aufstieg der Israelis aus der B-Gruppe der Division I in deren A-Gruppe 2013, zu dem er mit acht Toren und zehn Vorlagen als zweitbester Scorer des Turniers hinter Landsmann Daniel Erlich maßgeblich beigetragen hatte, wurde er zum besten Spieler seiner Mannschaft gewählt.

## Erfolge und Auszeichnungen
- 2008 Teilnahme am ECHL All-Star Game

### International
- 2005 Aufstieg in die Division I bei der Weltmeisterschaft der Division II, Gruppe B
- 2005 Topscorer der Weltmeisterschaft der Division II, Gruppe B
- 2005 Bester Torschütze der Weltmeisterschaft der Division II, Gruppe B
- 2013 Aufstieg in die Division IIA bei der Weltmeisterschaft der Division IIB

## Karrierestatistik

### International
Vertrat Israel bei:
| - Weltmeisterschaft der Division II 2004 - Weltmeisterschaft der Division II 2005 - Weltmeisterschaft der Division I 2006 | - Weltmeisterschaft der Division IIB 2013 - Weltmeisterschaft der Division IIA 2014 |

(Legende zur Spielerstatistik: Sp oder GP = absolvierte Spiele; T oder G = erzielte Tore; V oder A = erzielte Assists; Pkt oder Pts = erzielte Scorerpunkte; SM oder PIM = erhaltene Strafminuten; +/− = Plus/Minus-Bilanz; PP = erzielte Überzahltore; SH = erzielte Unterzahltore; GW = erzielte Siegtore; 1 Play-downs/Relegation; Kursiv: Statistik nicht vollständig)